# Jean Moore
Jean Mary Moore (* 8. November 1933 in Evandale, Tasmanien; † 26. November 2016) war eine australische Politikerin.

## Leben
Moore arbeitete als Krankenschwester (Registered Nurse).
1992 wurde sie als unabhängige Kandidatin im Wahlkreis Hobart in das Legislative Council, das Oberhaus des tasmanischen Parlaments gewählt und gehörte diesem ab dem 11. April 1992 an. Bei den Wahlen 1994 unterlag sie ihrem Gegenkandidaten von der Australian Labor Party, Doug Parkinson und schied damit am 28. Mai 1994 aus dem Legislative Council aus.